# Sénia del Mas Taniet
Sénia del Mas Taniet és una obra de Benissanet (Ribera d'Ebre) inclosa a l'Inventari del Patrimoni Arquitectònic de Catalunya. Situat al nord-est del nucli urbà de la vila de Benissanet, a la zona dels Cotxos i a tocar el camí vell de Móra.

## Descripció
Antiga sénia actualment en desús i mig enrunada, formada per dues grans estructures, la torre i el pou. La torre és de planta circular, amb el basament lleugerament més ample que el cos i sense coberta. A peu pla presenta un portal d'accés rectangular, amb la llinda de fusta. Per tot el parament s'observen forats o encaixos que s'utilitzaven per sostenir estructures de fusta, majoritàriament desaparegudes. Damunt la porta, a l'extrem superior de la torre, destaca una obertura rectangular que probablement servia per sostenir les aspes del molí de vent que feia funcionar la roda. A l'extrem oposat del parament hi ha una altra porta amb llinda de fusta, tot i que elevada per sobre del pou d'on s'extreia l'aigua. El pou està excavat i construït al subsòl i presenta una planta ovalada. A les parets interiors s'observen quatre filades verticals de petits encaixos quadrats, situades a les cantonades de l'estructura, i possiblement utilitzades per poder baixar al fons del pou sense que la roda fes nosa. A la part superior hi ha dues peces de pedra amb encaix que sobresurten cap a l'interior, relacionades amb la roda que extreia l'aigua. Les parets interiors del pou conserven restes d'un revestiment probablement hidràulic. Ambdues estructures estan bastides en pedra desbastada de diverses mides i fragments de maons, lligades amb morter.